# Callum Keith Rennie
Callum Keith Rennie (* 14. září 1960) je britský herec. Narodil se skotským rodičům v anglickém městě Sunderland; když mu byly čtyři roky, rodina odjela do Kanady. Herectví se začal věnovat již v osmdesátých letech, nejprve však v divadle. Svou první filmovou roli dostal v roce 1993. Později hrál například ve filmech Osudový dotek (2004), Sněhový dort (2006), Krycí jméno: Čistič (2007) a Akta X: Chci uvěřit (2008). Dále hrál také například postavu hudebního producenta Lewa Ashbyho v seriálu Californication.